# SinKing
sinKing ist eine finnische Groove-Metal-Band aus Turenki, die im Jahr 2003 gegründet wurde.

## Geschichte
Die Band wurde im Jahr 2003 gegründet. Nachdem die Band zwei Demos veröffentlicht hatte, nahm sie im Jahr 2005 an der Finnish Metal Expo teil und erreichte bei dem nationalen Bandwettbewerb aus 148 Teilnehmern den ersten Platz. Den Rest des Jahres verbrachte die Band mit dem Spielen weiterer Konzerte und spielte dabei als Vorgruppe für Soulfly in Helsinki. Zudem nahm die Band an dem Tuska Open Air Metal Festival teil und spielte im Dezember in Estland zusammen mit Anathema und Die Krupps. Im November 2005 begab sich die Band in das Studio Sound Supreme in Hämeenlinna. Als Produzent war dabei Janne Saksa tätig. Die Aufnahmen wurden Ende Januar 2006 beendet, sodass mit Revenge Is Coarse am 15. Februar die erste Single erschien. Am 17. Februar folgte auf der Finnish Metal Expo die Veröffentlichungsfeier. Die Single erreichte in der ersten Woche ihrer Veröffentlichung in den finnischen Singlecharts den ersten Platz. Das Debütalbum New Trinity erschien am 26. April. Danach folgte eine Tour, die 15 Auftritte in Brasilien und Finnland umfasste, zusammen mit der brasilianischen Band Cobalto. Im Jahr 2007 setzte die Band ihre Auftritte in Finnland weiter fort und arbeitete an neuem Material. Im März 2008 folgte die EP Dead Man’s Groove.

## Stil
Die Band spielt klassischen Groove Metal, sodass die Musik mit der von Bands wie Machine Head und Pantera vergleichbar ist.

## Diskografie
- 2003: SinKing (Demo, Eigenveröffentlichung)
- 2004: …And the Devil Laughed (Demo, Eigenveröffentlichung)
- 2006: Revenge Is Coarse (Single, Forkwork Records)
- 2006: New Trinity (Album, Forkwork Records)
- 2008: Dead Man’s Groove (EP, Forkwork Records)